# فراز العسل

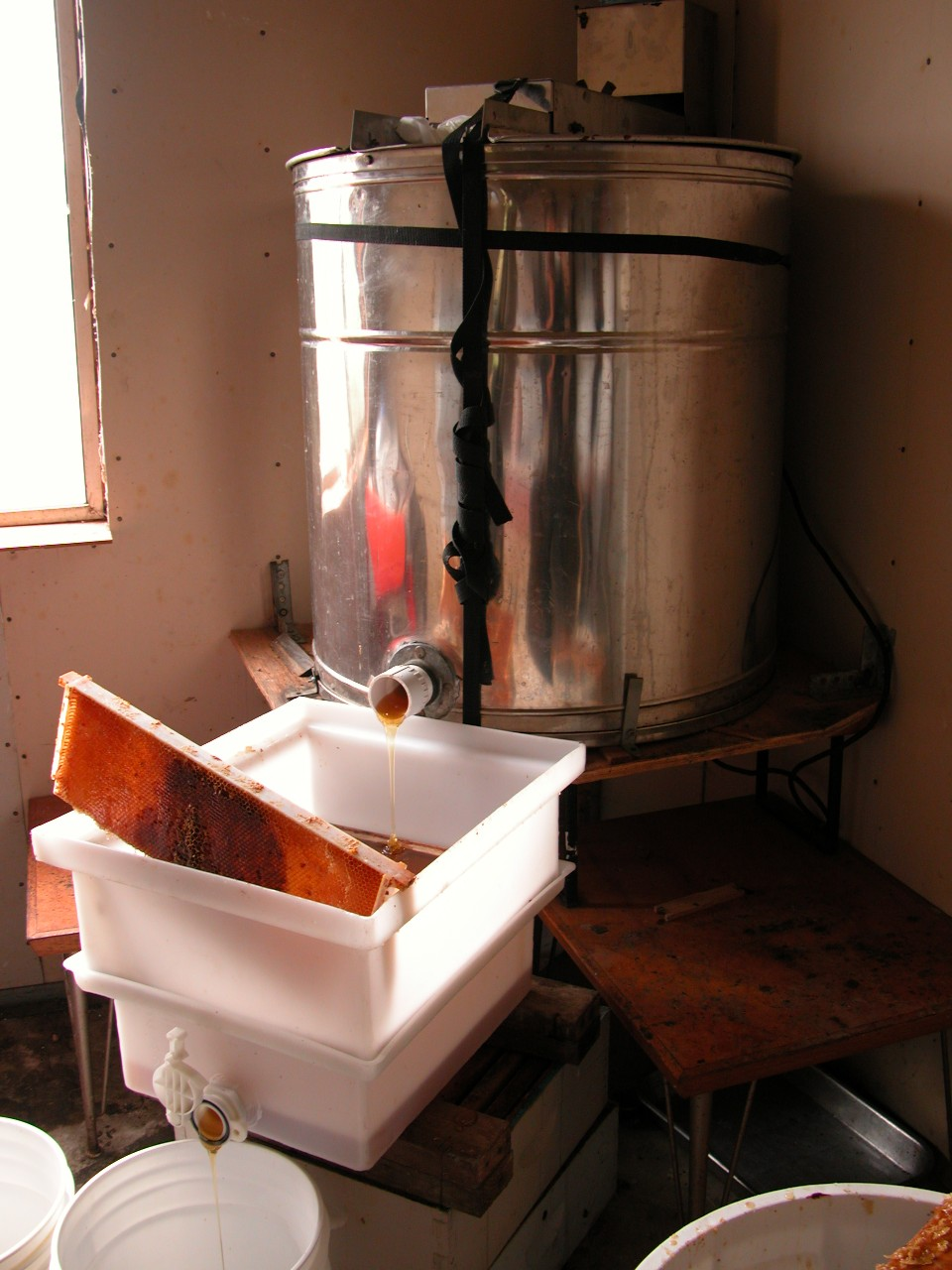
فراز العسل والمنضج.

 فراز العسل  أو عصارة العسل  أداة ميكانيكة تستخرج العسل من أقراصه الشمعية دون إيذائها معتمدة على الطرد المركزي.ويمكن حال أن يبيع العسل في أقراصه بسعر أعلى من العسل الخالص لكن استخراجه بجهاز فرز العسل يمكن النحل من الإفادة من الأقراص الشمعية وتخزين العسل فيها مرة أخرى دون الحاجة إلى بناء أقراص الشمع مرة تلو المرة. ويتوفر فراز العسل بالنوعين اليدوي والآلي كما يتفاوت حجمه من صغير إلى كبير. بيد أن فراز العسل اليدوي منخفض الكفاءة الاقتصادية لان متوسط سرعة التدوير اليدوية وقدرها 123 لفة في الدقيقة غير كافية لاستخراج كامل العسل الموجود في الأقراص الشمعية كما أن التدوير الفجائي والسرعات المتذبذبة قد تتلف الأقراص الشمعية أو تهتك أجزاء منها.

## خطوات الفرز

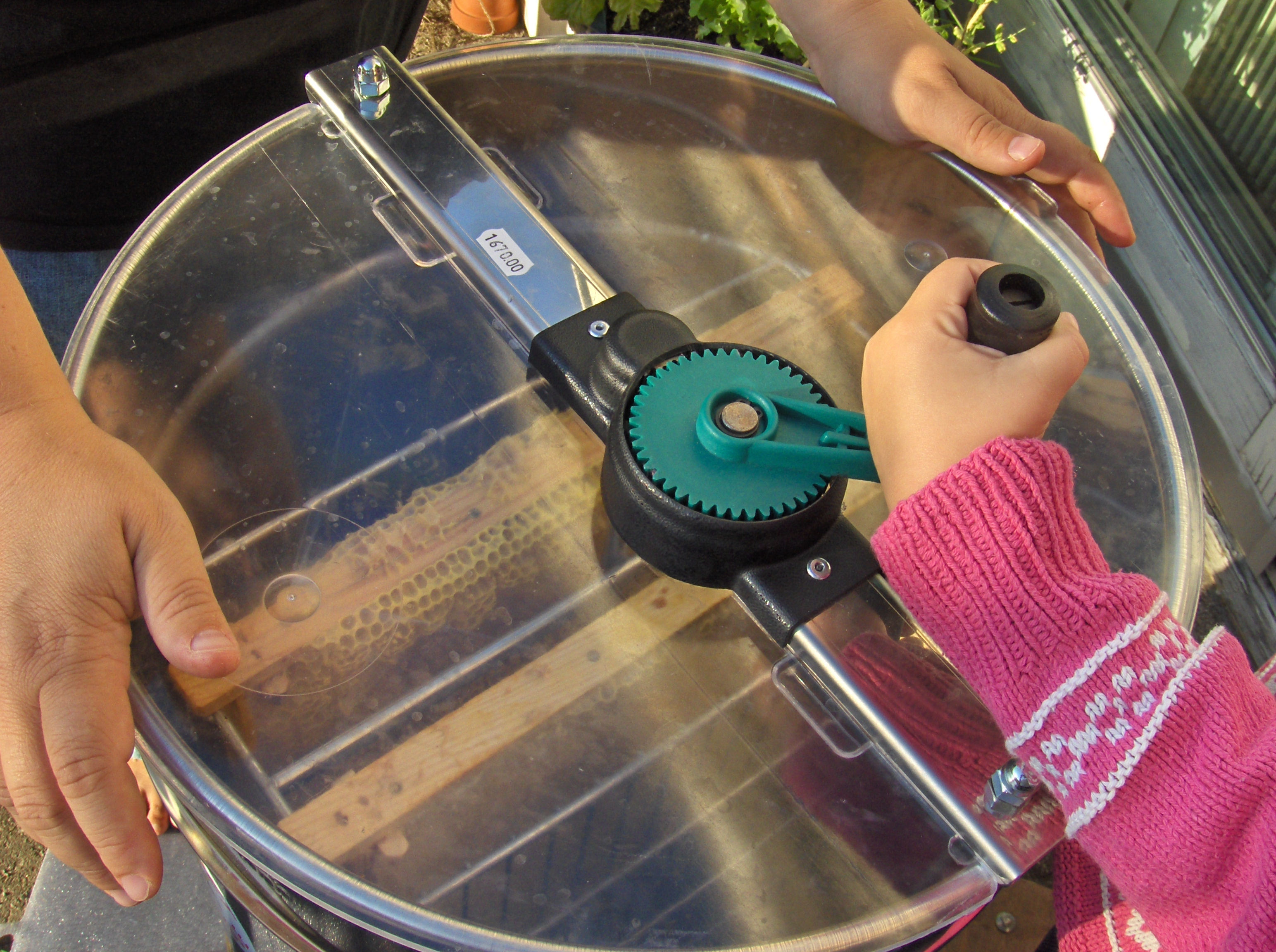
فراز يدوي قيد التشغيل.

- تجمع الإطارات الخشبية المطلية بشمع الأساس من قفير النحل.
- توضع الإطارات داخل الفراز بعد إبعاد النحل عنها ويزال الشمع الذي يسد العيون السداسية.
- يجري تشغيل الفراز وتدوير الإطارات حيث ستتولى قوة الطرد المركزي دلق العسل من مخازنه.
- يجمع العسل في وعاء يدعى  المنضج  أو  المنضح  ثم يصفى من الشوائب والشمع.

## معرض صور

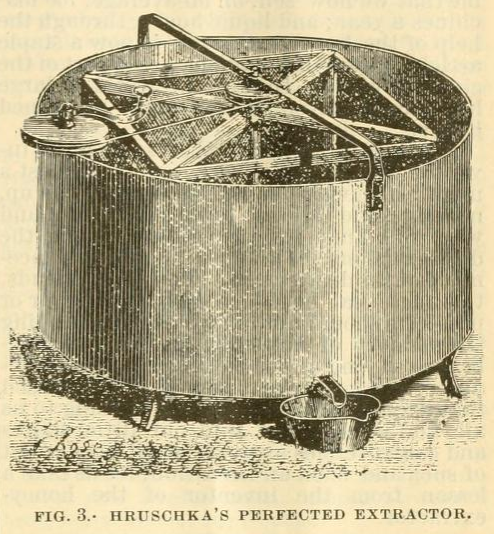
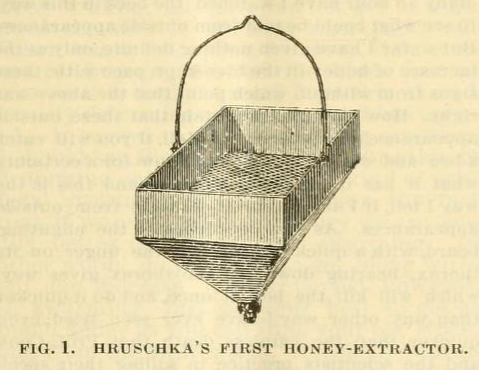
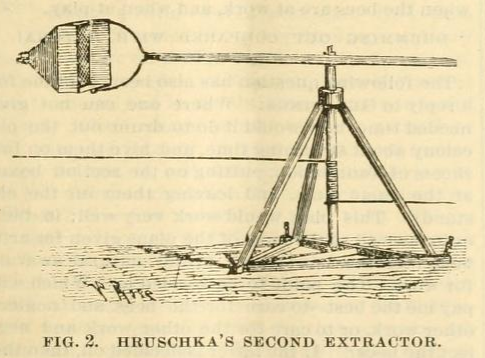